# Castello di Calestano
Il castello di Calestano era un maniero medievale, che sorgeva a monte di Calestano, in provincia di Parma.

## Storia
La prima testimonianza dell'esistenza di un castello a Calestano risale al 1249, quando il Comune di Parma lo donò, insieme a quelli di Marzolara, Alpicella e Vigolone, al conte di Lavagna Alberto Fieschi. Nel 1275 il cardinale Ottobono Fieschi, futuro papa Adriano V, nominò suo erede di tali terre il fratello Percivalle; alla morte di quest'ultimo nel 1290 subentrarono i nipoti Luca, Carlo e Ottobono del ramo di Torriglia, che nel 1313 ne furono investiti dall'imperatore del Sacro Romano Impero Enrico VII di Lussemburgo.
Nel 1370 il Signore di Milano Bernabò Visconti fece costruire a Calestano, feudo fliscano, una fortezza per difendere il territorio da possibili attacchi da parte del marchese di Ferrara Niccolò II d'Este.
Nel 1426 il duca di Milano Filippo Maria Visconti incaricò il condottiero Pier Maria I de' Rossi di conquistare le terre della val Baganza in mano ai Fieschi, suoi nemici; Pietro si impossessò della rocca di Marzolara e costruì una bastia a Calestano di fronte al castello di Gian Luigi Fieschi, che fu ferito e arrestato nel tentativo di espugnarla.
La guerra proseguì per anni in tutto il Parmense e nel 1431 Niccolò Piccinino promise al conte Gian Luigi Fieschi la restituzione dei castelli di Marzolara, Calestano e Vigolone al termine del conflitto, con la clausola che nel frattempo rimanessero nelle mani di Niccolò de' Terzi, il Guerriero; per questo ordinò al referendario del Comune di Parma Anton Simone Butigelli di consegnarli al Guerriero. Ne fu però successivamente investito Baldo Soardi, che nel 1438 fu scomunicato dal vescovo Delfino della Pergola per non aver consegnato alla Diocesi di Parma le decime raccolte dagli abitanti di Fragno.
Nel 1439 Filippo Maria Visconti assegnò i feudi al cancelliere di Niccolò Piccinino Albertino de' Cividali e successivamente ai conti di Canino e a Giovanni da Oriate; nel 1443, al termine della guerra, il Duca restituì i castelli di Calestano, Marzolara e Vigolone al conte Giannantonio Fieschi in segno di riconoscenza per la sua devozione.
Nel 1465 il duca di Milano Francesco Sforza assegnò il feudo al condottiero Giorgio da Gallese; nel 1474 gli subentrò Giorgio del Carretto, ma l'anno seguente il duca Galeazzo Maria Sforza ne investì il consigliere ducale Pietro Landriani; alla morte di quest'ultimo nel 1498, il maniero fu ereditato dal figlio Jacopo, ma, a causa delle proteste da parte degli abitanti, l'anno seguente il duca Ludovico il Moro gli revocò l'investitura; il castello fu quindi restituito a Gian Luigi Fieschi, alla cui scomparsa il feudo fu ereditato, insieme a quelli di Vigolone, Grondona, Garbagna, Loano e a una quota di quello di Varzi, dai figli Scipione e Sinibaldo.
Nel 1650 Carlo Leone e Claudio Fieschi vendettero i diritti su Calestano, Marzolara, Vigolone e Alpicella, sui loro manieri e sulle pertinenze al conte Camillo Tarasconi.
In seguito il castello, completamente abbandonato, cadde in degrado, tanto che nel 1804 ne rimanevano solo alcune rovine; se ne perse successivamente ogni traccia.